# Ritu Arya
Ritu Arya (Guildford, 17 de septiembre de 1988) es una actriz británica. Primero se hizo conocida por su papel de Megan Sharma en la telenovela Doctors (2017), por la que fue nominada a un British Soap Award. Obtuvo más reconocimiento por sus papeles de Flash en la serie de ciencia ficción Humans (2016-2018) y Lila Pitts en la serie de Netflix The Umbrella Academy (2019-presente). Sus películas incluyen Polite Society (2023).

## Primeros años
La madre y el padre de Ritu Arya trabajan en bienes raíces. Es de ascendencia india y tiene dos hermanos, Romi y Rahul, el último de los cuales también es actor. Arya comenzó a actuar cuando era adolescente. Arya obtuvo una licenciatura en astrofísica de la Universidad de Southampton, donde actuó como parte del Grupo de Teatro y la Sociedad de Comedia de la Universidad de Southampton, incluidos varios espectáculos en el Edinburgh Fringe Festival. Posteriormente se formó en la Oxford School of Drama.

## Carrera
Después de una serie de papeles en cortometrajes, Arya interpretó el papel recurrente de la Dra. Megan Sharma en la telenovela británica Doctors, por la que fue nominada al British Soap Award a la mejor actriz revelación en 2017. Tuvo una aparición especial en la serie Sherlock en el 2014 y luego tuvo un papel recurrente como el androide Flash en la serie Humans del 2016 al 2018. En 2019, Arya apareció como Jenna en la película Last Christmas, que fue un éxito comercial. Al año siguiente, tuvo un papel recurrente como Lava en la serie de Netflix Feel Good y fue estrella invitada en la serie Doctor Who.
En 2020, Arya interpretó a Lila Pitts en la segunda temporada de la serie original de Netflix The Umbrella Academy, que le valió elogios; repitió el personaje en la tercera temporada de la serie, que se estrenó en 2022. La revista Bustle describió su actuación en la serie como "robo de escena" y Uproxx llamó a Arya el "comodín" del programa. En 2021, Arya coprotagonizó la película Alerta roja de Netflix. También aparece en Barbie, de Greta Gerwig, que se programó para estrenarse en 2023.
Arya fue baterista y parte de la banda KIN, que lanzó su sencillo debut "Sharing Light" en abril de 2020. Su siguiente sencillo "L.O.V.E." se estrenó el 6 de agosto de 2020. El 16 de octubre de 2022, KIN emitió un comunicado diciendo que Arya había dejado la banda y que su último show en vivo con ellos fue el 14 de octubre de 2022 en Londres.

## Filmografía

### Películas
| Año  | Título                  | Personaje              | Notas        |
| ---- | ----------------------- | ---------------------- | ------------ |
| 2015 | My Beautiful White Skin | Parita                 | Cortometraje |
| 2017 | Daphne                  | Rachida                |              |
| 2017 | Jessamine               | Sonya                  | Cortometraje |
| 2017 | The Super Recogniser    | Agente Williams        | Cortometraje |
| 2018 | Lady Parts              | Saira                  | Cortometraje |
| 2019 | Last Christmas          | Jenna                  |              |
| 2021 | Alerta roja             | Inspectora Urvashi Das |              |
| 2023 | Polite Society          | Lena                   |              |
| 2023 | Barbie                  | Barbie periodista      |              |

### Televisión
| Año           | Título                  | Personaje         | Notas                              |
| ------------- | ----------------------- | ----------------- | ---------------------------------- |
| 2013          | Doctors                 | Sukhinder Nain    | Episodio: "Embarrassing Bodies"    |
| 2013          | The Tunnel              | Bureau Girl       | Episodio #1.6                      |
| 2014          | Sherlock                | Gail              | Episodio: "The Sign of Three"      |
| 2016          | We The Jury             | Kate              | Episodio: "Pilot"                  |
| 2016–2018     | Humans                  | Flash             | Recurrente                         |
| 2017          | Crackanory              | Eleni / Beth      | 2 episodios                        |
| 2017          | Doctors                 | Dra. Megan Sharma | Recurrente                         |
| 2018–2019     | The Good Karma Hospital | Barsha Nambeesan  | Recurrente                         |
| 2019          | Sticks and Stones       | Becky             | Protagonista                       |
| 2020          | Doctor Who              | Gat               | Episodio: "Fugitive of the Judoon" |
| 2020          | The Stranger            | Michaela          | Episodio #1.3                      |
| 2020          | Feel Good               | Lava              | Recurrente                         |
| 2020–presente | The Umbrella Academy    | Lila Pitts        | Protagonista                       |

### Teatro
| Año  | Título                 | Papel           | Teatro                           | Ref.   |
| ---- | ---------------------- | --------------- | -------------------------------- | ------ |
| 2013 | Carpe Diem             | Aishah          | Royal National Theatre, Londres  | [ 26 ] |
| 2014 | The Fourth Wise Man    | Samira          | Unicorn Theatre, Londres         | [ 27 ] |
| 2015 | Mermaid                | Mermaid/Reparto | UK Tour                          | [ 28 ] |
| 2015 | We Know Where You Live | Asma            | Finborough Theatre, Londres      | [ 29 ] |
| 2015 | La Bella y la Bestia   | Bella           | Polka Theatre, Londres           | [ 30 ] |
| 2016 | Noises Off             | Poppy           | Nottingham Playhouse, Nottingham | [ 31 ] |
| 2017 | Mother Christmas       | Grace           | Hampstead Theatre, Londres       | [ 32 ] |
| 2018 | Genesis Inc.           | Serena          | Hampstead Theatre, Londres       | [ 33 ] |